# Iglesia de Cristo Rey (Zamora)
La iglesia de Cristo Rey es un templo moderno ubicado en la ciudad de Zamora (España).

## Historia
La iglesia se comienza a edificar en 1958, a instancias del obispo Eduardo Martínez González, y fue inaugurada en el 30 de octubre de 1960 bajo la advocación Cristo Rey, tras la bendición y consagración del altar. Su diseño fue encargado a los arquitectos Adolfo Bobo y Lucas Espinosa. Los artistas encargados son zamoranos, Tomás Crespo se encargó de tallar la inmensa estatua de Cristo Rey de tres toneladas elaborada en piedra de Colmenar. Este escultor trabajó en colaboración con el herrero Luis Quico, encargado de realizar el escudo de Ángeles.
La construcción de esta iglesia, se debió principalmente al crecimiento demográfico que en los años cuarenta experimentó la ciudad de Zamora, al expandirse extramuros hacia el sureste, formándose el actual barrio de La Candelaria. Este crecimiento implicó que la ermita de la Peña de Francia fuera insuficiente para los servicios pastorales y que se optara por la construcción del nuevo templo en esta zona del ensanche, ya que además, la iglesia de Santa María de la Horta se encontraba demasiado lejos.